# Francisco Casavella
Pour les articles homonymes, voir Francisco García et García.
Francisco García Hortelano, connu sous le pseudonyme de Francisco Casavella (Barcelone, 15 octobre 1963 - Barcelone, 17 décembre 2008) est un écrivain espagnol contemporain.

## Biographie
Pseudonyme de Francisco García Hortelano, nom qu'il abandonna pour éviter toute confusion avec le romancier madrilène disparu Juan García Hortelano, Francisco Casavella commence son parcours littéraire à l'âge de 28 ans avec la publication du roman El Triunfo (Versal, 1990, Prix Tigre Juan). À celui-ci succédèrent Quédate (Ediciones B, 1993), Un enano español se suicida en Las Vegas (Anagrama, 1997) et le roman pour la jeunesse El secreto de las fiestas (Anaya, 1997).
Sa dernière œuvre est la trilogie El día del Watusi (Mondadori, 2002), composée de « Los juegos feroces », « Viento y joyas » et « El idioma imposible », une fresque de la Barcelone du dernier quart du XXe siècle, depuis les bidonvilles des dernières années du franquisme finissant, jusqu'aux Jeux olympiques et les scandales financiers des années 1990.
Francisco Casavella fut par ailleurs le scénariste de Antártida, premier film de Manuel Huerga (1995), et maintenant, il écrit pour divers journaux et magazines. Il a été traduit en plusieurs langues.
En 2008, il remporte le prestigieux Prix Nadal, avec Lo que sé de los vampiros, une tragicomédie située dans le contexte historique de l'Europe du XVIIIe siècle, racontant les aventures à travers l'Europe d'un Jésuite, après l'expulsion d'Espagne, en 1767, de cet ordre religieux.
Deux de ses romans ont été portés à l'écran .Volverás (Antonio Chavarrías, 2002), adapté de Un enano español se suicida en Las Vegas et El triunfo (Mireia Ros, 2006).

## Œuvres
- 1990 : El Triunfo
- 1993 : Quédate
- 1997 : Un enano español se suicida en Las Vegas
- 1997 : El secreto de las fiestas
- 2002 : El día del Watusi
- 2007 : Lo que sé de los vampiros Prix Nadal 2008

## Œuvres traduites en français
- Le jour du Watusi, (Tome 1) : Les jeux féroces, Trad. Claude Bleton, 279 p., Actes Sud, 2004 —  (ISBN 2-7427-5293-5)
- Le jour du Watusi, (Tome 2) : Du vent et des bijoux, Trad. Claude Bleton, 495 p., Actes Sud, 2005 —  (ISBN 2-7427-5528-4)
- Le jour du Watusi, (Tome 3) : Le langage impossible, Trad. Claude Bleton, 427 p., Actes Sud, 2005 —  (ISBN 2-7427-5676-0)